# Corydalis alexeenkoana
Corydalis alexeenkoana är en vallmoväxtart som beskrevs av Nikolaj Adolfovitj Busj. Corydalis alexeenkoana ingår i släktet nunneörter, och familjen vallmoväxter. Inga underarter finns listade i Catalogue of Life.